# 유백증 정사공신교서
유백증 정사공신교서(兪伯曾 靖社功臣敎書)는 충청북도 충주시 노은면에 있는 조선시대의 교서이다. 2005년 5월 6일 충청북도의 유형문화재 제268호로 지정되었다.

## 개요
충경공 유백증(1587-1646)이 인조반정시 공을 세워 1625년 정사공신(靖社功臣) 3등에 책봉될 당시의 녹권.정사공신을 찬양하는 내용의 글과 1등공신 10인, 2등공신15인, 3등공신 28인 등 총 53명의 공신이름이 기록되어 있다.

## 같이 보기
- 유백증
- 정사공신

## 참고 자료
- 유백증 정사공신교서 - 국가유산청 국가유산포털